# Verband Deutscher Prädikatsweingüter

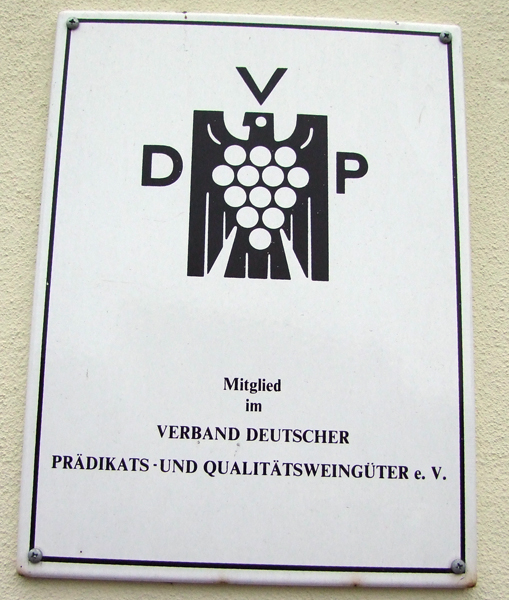
Dieses Schild zeichnet einen VDP-Betrieb aus

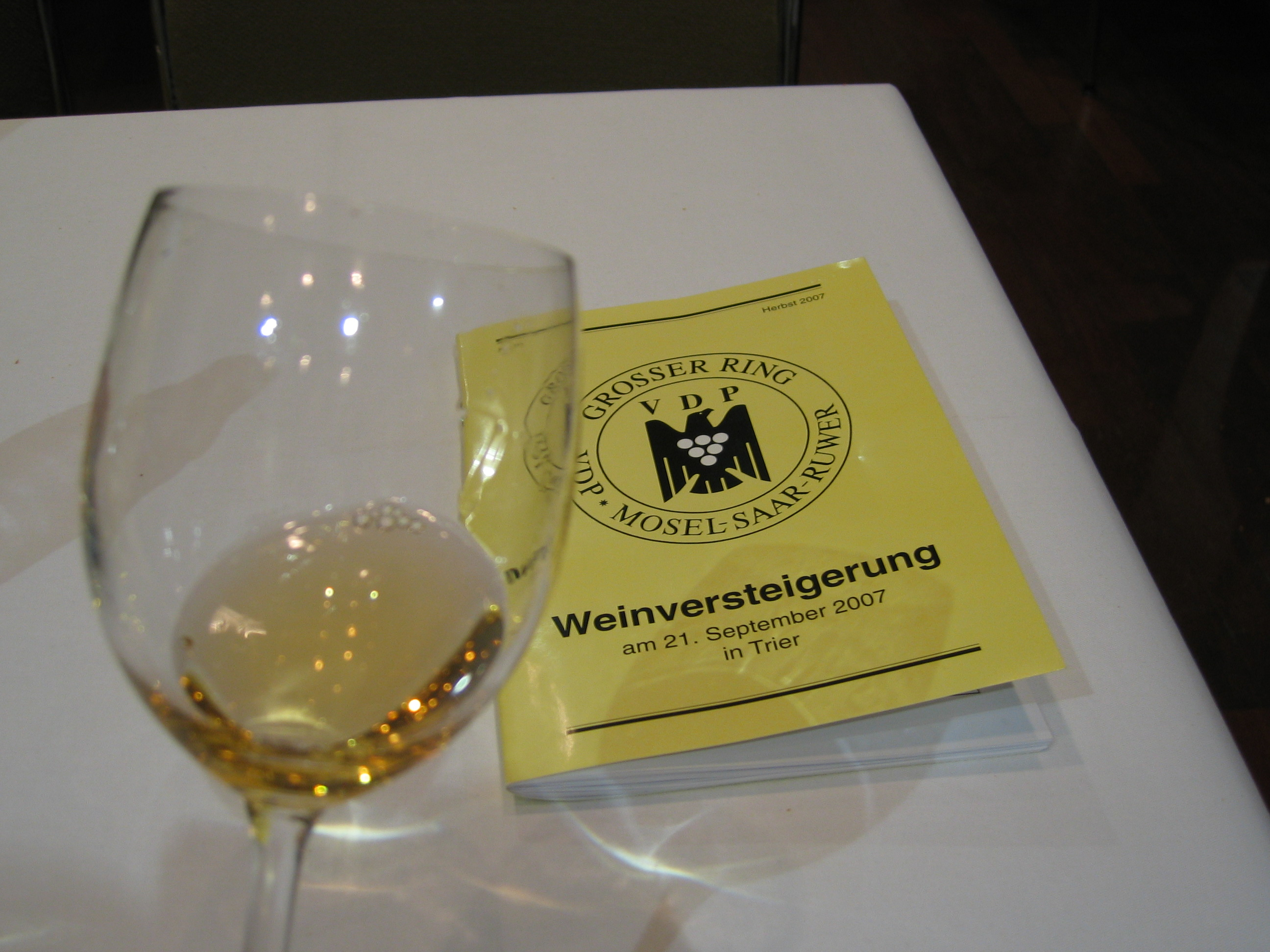
Ein Glas mit Trockenbeerenauslese auf der traditionellen jährlichen Weinversteigerung des VDP in Trier.

Der Verband Deutscher Prädikatsweingüter e. V. (VDP) ist eine Vereinigung von rund 200 Weingütern in Deutschland, die sich für verbindliche Qualitätsstandards und – seit 1990 – auch für die ökologische Bewirtschaftung der Weingüter seiner Mitglieder einsetzt. Der Verband wurde 1910 gegründet und hat seinen Sitz in Mainz.

## Geschichte
Zu Beginn des 20. Jahrhunderts waren deutsche Weine weltweit sehr gefragt und waren oftmals teurer als die immer noch berühmten Weine der z. B. großen Chateaux im Weinbaugebiet Bordeaux.
Am 26. November 1910 gründeten vier Regionalvereine den Verband Deutscher Naturweinversteigerer e. V. (VDN):
- Verein der Naturwein-Versteigerer der Rheinpfalz, gegründet 1908
- Vereinigung Rheingauer Weingutsbesitzer, gegründet 1897 in Rüdesheim am Rhein
- Trierer Verein von Weingutsbesitzern von Mosel, Saar und Ruwer, gegründet vermutlich 1910
- Verein der Naturwein-Versteigerer in Rheinhessen, gegründet 1910.

Der Zusammenschluss erfolgte auf Betreiben von Winzern wie Ludwig Bassermann-Jordan und Friedrich von Bassermann-Jordan, sowie von Weinbaubeamten. Albert von Bruchhausen, Oberbürgermeister der Stadt Trier, war von 1910 bis 1934 Vorsitzender des VDN.
Der Ausdruck Naturwein sollte den besonderen Standard hervorheben, den unter dem damaligen Weingesetz die Weine hatten, die die damals gängige Praxis der Zuckerung zur Erhöhung des natürlichen Alkoholgehaltes bewusst nicht teilten. Die Eintragung des VDN ins Vereinsregister erfolgte 1926.
1934 wurde der VDN im Zuge der nationalsozialistischen Gleichschaltungspolitik in den „Reichsnährstand“ eingegliedert. 1935 wurde eine zweite Satzung beschlossen, die die Ziele des Verbandes erweiterte und konkretisierte:
- Regelung der Versteigerungsbedingungen und Termine
- gemeinsame Werbung
- Ausstellungen im In- und Ausland
- Austausch von Erfahrungen im Weinbau und in der Weinbehandlung

Der Zweite Weltkrieg unterbrach die Arbeit des Verbandes. Der Weinvertrieb kam zum großen Teil zum Erliegen, unter anderem weil jüdische Weinhändler sehr wichtig für den Verkauf waren und weil kein Wein mehr ins Vereinigte Königreich und in die USA exportiert wurde. Die Währungsreform am 20. Juni 1948 beendete die Zeit des Tauschhandels und der Zigarettenwährung und war eine Voraussetzung für das bald beginnende Wirtschaftswunder.
1949 wurde Albert Bürklin zum Vorsitzenden des VDN gewählt; er hatte dieses Amt bis 1969 inne. 1955 fand die erste Spitzenweinversteigerung in Wiesbaden statt. Die Regeln wurden in den folgenden Jahren verschärft; allerdings brachte das Weingesetz von 1971 (BGBl. I S. 893) einen schweren Rückschlag für den Verein, der sich in Verband Deutscher Prädikatswein-Versteigerer e. V. (VDPV) umbenennen musste, um dem Weingesetz Rechnung zu tragen. Insbesondere die ausschließliche Definition von Weinqualität durch Oechslegrade und die Bereichs- bzw. Großlagen-Regelung sollte in der Folge Großproduzenten die Arbeit erleichtern; für den Kunden aber verschwanden äußerlich erkennbare Qualitätsmerkmale.
Unter Peter von Weymarn, 1972 bis 1978 Vorsitzender, wandelte sich der VDPV in einen Zusammenschluss von Weingütern. Die Organisation von Weinversteigerungen rückte in den Hintergrund. Eine veränderte Satzung richtete 1972 den in Verband Deutscher Prädikatsweingüter umbenannten Verein auf Imagepflege und Förderung des Qualitätsstrebens aus. 1978 übernahm Erwein Graf Matuschka-Greiffenclau den Vorsitz, 1982 änderte der Verband seinen Namen in Verband Deutscher Prädikats- und Qualitätsweingüter.
Ab 1990, unter Michael Prinz zu Salm-Salm, wurde der Verband und damit seine Mitglieder auf naturnahen Weinbau eingeschworen und zu einer Umstellung der Betriebspraxis aufgefordert. Seit 1994 werden keine Großlagen-Bezeichnungen mehr verwendet und ab dem Prädikat Auslese ist Handlese obligatorisch. 2002 verabschiedete die Mitgliederversammlung das Statut zur Klassifikation von Ersten Gewächsen und Großen Gewächsen.
Seit 2007 ist Steffen Christmann Präsident des VDP. Im Mai 2012 zog die Bundesgeschäftsstelle des VDP in das denkmalgeschützte Weinlagergebäude im ehemaligen Zoll- und Binnenhafen der Stadt Mainz.
Seit 1. Januar 2020 ist das erste reine Sekthaus (Sekthaus Raumland) Mitglied im VDP.

## Klassifikation
Im Jahr 2012 verabschiedeten die Mitglieder einstimmig eine neue Klassifikation, die die Qualität nach der Herkunft definieren soll. Sie steht seither neben der Klassifikation nach dem Weingesetz von 1971, welche die Qualität nach dem Mostgewicht (Grad Oechsle) misst. Ziel ist es, dass nur die herausragenden Lagen auf dem Etikett benannt werden. Bereits das Weingesetz von 1971 kürzte die Liste der Lagen von zuvor ca. 30 000 Lagen in 4 000 Groß- und Einzellagen.
Die neue Klassifikation hat die vier Stufen (in aufsteigender Qualität):
- VDP.Gutswein
- VDP.Ortswein
- VDP.Erste Lage
- VDP.Große Lage

In manchen Regionen wird die Bezeichnung VDP.Erste Lage nicht verwendet. Der beste trockene Wein aus einer VDP.Große Lage heißt VDP.Großes Gewächs.
Die Klassifikation lässt zusätzlich den Gebrauch von Prädikatsnamen nur für die frucht- und edelsüßen Weine zu: Kabinett, Spätlese, Auslese, Beerenauslese, Trockenbeerenauslese und Eiswein.
Sie wurden bereits vor 1971 verwendet, durch das Weingesetz aber entfernt.
Über die Möglichkeit, die alten Katasternamen und zusätzlich geschützte Ursprungsbezeichnungen einzutragen, wird Winzern ermöglicht, ihre Lagen weiter aufzusplitten und so besondere Lagen als VDP.Große Lage zu bezeichnen.
Im Juli 2018 verabschiedeten die Mitglieder eine Sektklassifikation, die wie die Weinklassifikation die Qualität nach der Herkunft definiert und als zusätzliches Qualitätskriterium die Lagerung auf der Hefe vorsieht. Im Zentrum steht demnach die Herkunft mit den qualitativ steigenden Stufen VDP-Gutssekt, VDP-Ortssekt, VDP-Erste Lage und VDP-Große Lage. Die Technologie der Flaschengärung ist obligatorisch. Guts- und Ortssekte müssen mindestens 15 Monate auf der Hefe liegen, Lagensekte und alle Jahrgangssekte mindestens 36 Monate.

## Präsidenten des Verbandes
- 1910–1934: Albert von Bruchhausen
- 1934–1949: Jakob Werner (Kreisbauernführer) (1888–?)
- 1949–1969: Albert Bürklin
- 1969–1972: Wolfgang Michel
- 1972–1978: Peter W. von Weymarn
- 1978–1990: Erwein Graf Matuschka-Greiffenclau
- 1990–2007: Michael Prinz zu Salm-Salm
- seit 2007: Steffen Christmann

## Weingüter

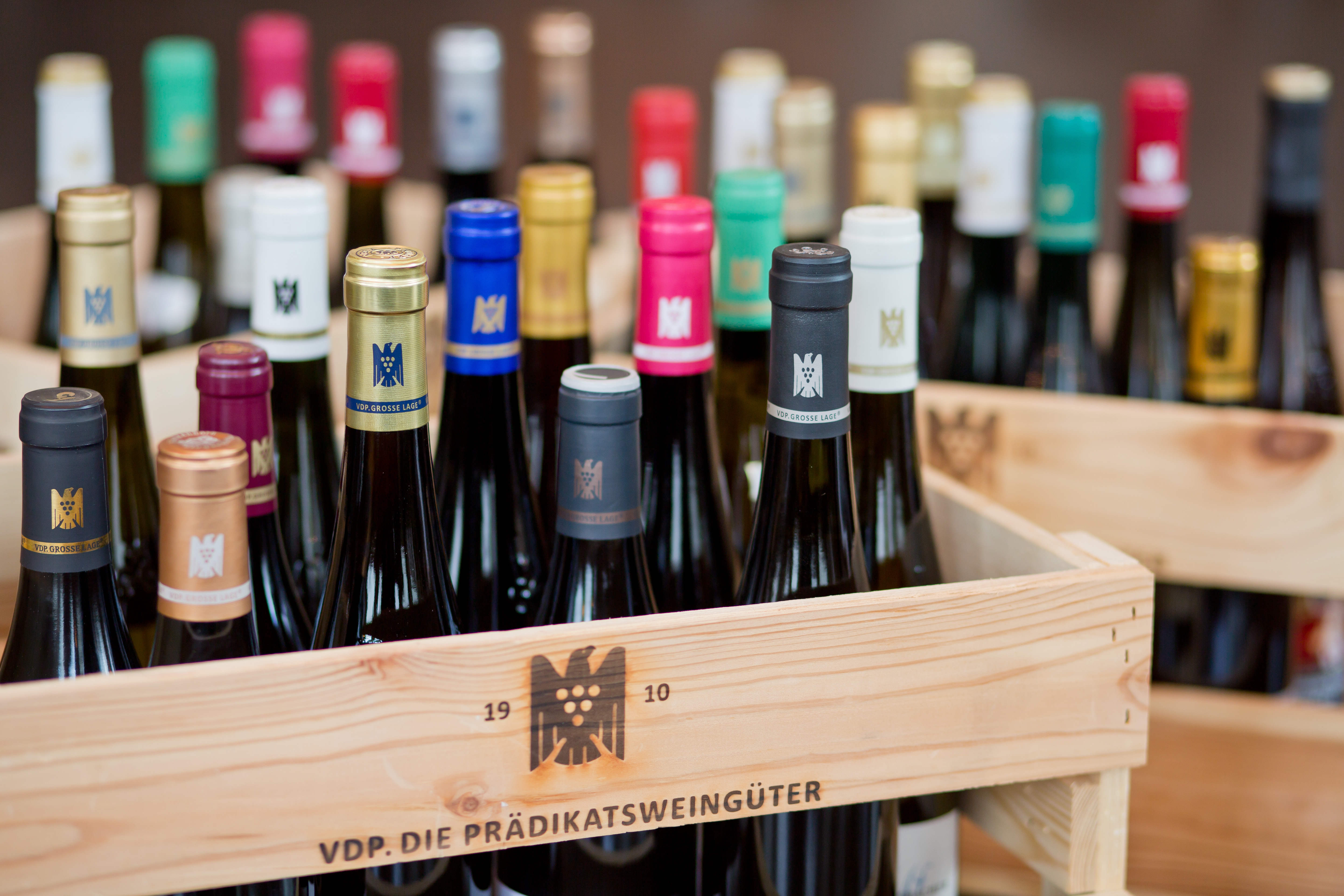
VDP Weine

Folgende rund 200 Weingüter sind, Stand Februar 2025, Mitglieder des VDP (geordnet nach den deutschen bestimmten Anbaugebieten. Das 13. Weinbaugebiet Hessische Bergstraße wird durch die Domäne Bergstraße der Hessischen Staatsweingüter Kloster Eberbach mit Hauptsitz in Eltville am Rhein repräsentiert):
| Ahr: - Weingut J.J. Adeneuer - Weingut Burggarten - Weingut Deutzerhof - Weingut Kreuzberg - Weingut Meyer-Näkel - Weingut Nelles - Rotweingut Jean Stodden Baden: - Weingut Markgraf von Baden - Weingut Bercher - Staatsweingut Freiburg - Weingut Burg Ravensburg - Weingut Freiherr von und zu Franckenstein - Weingut Dr. Heger - Weingut Heitlinger & Burg Ravensburg - Weingut Michel - Weingut Bernhard Huber - Weingut Franz Keller Schwarzer Adler - Reinecker Privat-Sektkellerei - Weingut Seeger - Weingut Andreas Laible - Weingut Lämmlin-Schindler - Weingut Schloss Neuweier - Weingut Wöhrle - Weingut Salwey - Weingut Konrad Schlör - Privat-Weingut H. Schlumberger - Weingut Stigler - Weingut Blankenhorn | Franken: - Weingut Johann Arnold - Weingut Wilhelm Arnold - Weingut Bickel-Stumpf - Bürgerspital zum Heiligen Geist - Fürstlich Castell’sches Domänenamt - Weingut Michael Fröhlich - Weingut Rudolf Fürst - Weingut Glaser-Himmelstoss - Staatlicher Hofkeller Würzburg - Weingut Höfler - Weingut Juliusspital - Weingut Steintal (ehemals Stadt Klingenberg) - Weingut Fürst Löwenstein - Weingut Rudolf May - Weingut Max Müller I - Weingut Roth - Weingut Johann Ruck - Weingut Horst Sauer - Weingut Rainer Sauer - Weingut Egon Schäffer - Weingut Schmitt’s Kinder - Weingut Schwab - Weingut Zur Schwane - Weingut Schloss Sommerhausen - Weingut am Stein - Weingut Störrlein Krenig - Weingut Weltner - Weingut Hans Wirsching - Weingut Zehnthof Luckert | Mittelrhein: - Weingut Bastian - Weingut Toni Jost – Hahnenhof - Weingut Lanius-Knab - Weingut Matthias Müller - Weingut Ratzenberger |
| Mosel (vormals Mosel-Saar-Ruwer): - Weingut Clemens Busch - Weingut Le Gallais - Weingut Forstmeister Geltz-Zilliken - Weingut Grans-Fassian - Weingut Maximin Grünhaus - Weingut Fritz Haag - Weingut Willi Haag - Weingut Reinhold Haart - Weingut Dr. Hermann - Weingut Heymann-Löwenstein - Weingut von Hövel - Weingut Karthäuserhof - Weingut Reichsgraf von Kesselstatt - Weingut Knebel - Weingut Peter Lauer - Weingut Schloss Lieser - Weingut Dr. Loosen - Weingut Egon Müller-Scharzhof - Weingut von Othegraven - Weingut Piedmont - Weingut Joh. Jos. Prüm - Weingut S.A. Prüm - Weingut Schloss Saarstein - Weingut Willi Schaefer - Weingut Wwe. Dr. H. Thanisch, Erben Thanisch - Weingut Nik Weis - St. Urbans-Hof - Weingut Vereinigte Hospitien - Weingut van Volxem - Weingut Dr. Heinz Wagner - Weingüter Geheimrat J. Wegeler - Weingut Milz-Laurentiushof Nahe: - Weingut Dr. Crusius - Weingut Schlossgut Diel - Weingut Dönnhoff - Weingut Emrich-Schönleber - Weingut Kruger-Rumpf - Gut Hermannsberg - Weingut Prinz Salm (ehemals Prinz zu Salm-Dalberg'sches Weingut) - Weingut Joh. Bapt. Schäfer - Weingut Schäfer-Fröhlich | Rheingau: - Weingut Fritz Allendorf - Hessische Staatsweingüter Kloster Eberbach - Wein- und Sektgut Barth - Diefenhardt'sches Weingut - Weingut August Eser - Weingut Friedrich Fendel - Weingut Joachim Flick - Weingut der Hochschule Geisenheim - Weingut Alexander Freimuth - Weingut Georg Müller Stiftung - Weingut Hamm - Weingut Prinz von Hessen - Weinbaudomäne Schloss Johannisberg - Weingut Johannishof - Weingut Jakob Jung - Weingut Graf von Kanitz - Weingut August Kesseler - Weingut Baron Knyphausen - Weingut Krone Assmannshausen - Weingut Peter Jakob Kühn - Weingut Künstler - Weingut Kaufmann (ehemals Hans Lang) - Weingut Leitz - G. H. von Mumm’sches Weingut - Weingut Achim von Oetinger - Weingut Prinz - Weingut Balthasar Ress - Weingut F.B. Schönleber - Weingut Josef Spreitzer - Weingut Schloss Vollrads - Weingüter Geheimrat J. Wegeler - Weingut Robert Weil - Domdechant Werner'sches Weingut | Rheinhessen: - Weingut St. Antony - Weingut Battenfeld Spanier - Weingut Bischel - Weingut Brüder Dr. Becker - Weingut K. F. Groebe - Weingut Gunderloch - Weingut Gutzler - Weingut Keller - Weingut Knewitz - Weingut Kühling Gillot - Weingut J. Neus - Weingut Rappenhof - Sekthaus Raumland - Weingut Schätzel - Staatliche Weinbaudomäne Oppenheim - Weingut Wagner-Stempel - Schloss Westerhaus - Weingut Winter - Weingut Wittmann |
| Pfalz: - Weingut Acham-Magin - Weingut Geheimer Rat Dr. von Bassermann-Jordan - Weingut Friedrich Becker - Weingut Bergdolt - Weingut Bernhart, Schweigen-Rechtenbach - Weingut Dr. Bürklin-Wolf - Weingut Reichsrat von Buhl - Weingut A. Christmann - Weingut von Winning - Weingut Fitz-Ritter, Bad Dürkheim - Weingut Georg Mosbacher, Forst an der Weinstraße - Weingut Knipser - Weingut Jülg, Schweigen-Rechtenbach - Weingut Kranz, Ilbesheim bei Landau in der Pfalz - Weingut Herbert Meßmer, Burrweiler - Weingut Theo Minges, Flemlingen - Weingut Müller-Catoir - Weingut Münzberg, Landau in der Pfalz - Weingut Pfeffingen - Weingut Philipp Kuhn, Laumersheim - Weingut Ökonomierat Rebholz, Siebeldingen - Weingut Odinstal, Wachenheim an der Weinstraße - Weingut Karl Schaefer, Bad Dürkheim - Weingut Georg Siben Erben - Weingut Siegrist, Leinsweiler - Weingut Rings, Freinsheim - Weingut Dr. Wehrheim | Saale-Unstrut: - Weingut Hey - Weingut Pawis - Weingut Böhme und Töchter Sachsen: - Weingut Schloss Proschwitz - Weingut Zimmerling - Weingut Martin Schwarz Württemberg: - Weingut Gerhard Aldinger - Graf von Bentzel-Sturmfeder Horneck’sches Weingut - Weingut Beurer - Weingut Dautel - Weingut Drautz-Able - Weingut Jürgen Ellwanger - Weingut Graf Adelmann - Weingut Karl Haidle - Weingut Heid - Weingut Schlossgut Hohenbeilstein - Weingut Fürst Hohenlohe Oehringen - Weingut Kistenmacher-Hengerer - Weingut des Grafen Neipperg - Weingut Rainer Schnaitmann - Weingut R. Wachtstetter - Staatsweingut Weinsberg - Weingut Herzog von Württemberg - Weingut Wöhrwag | |

## Traubenadler

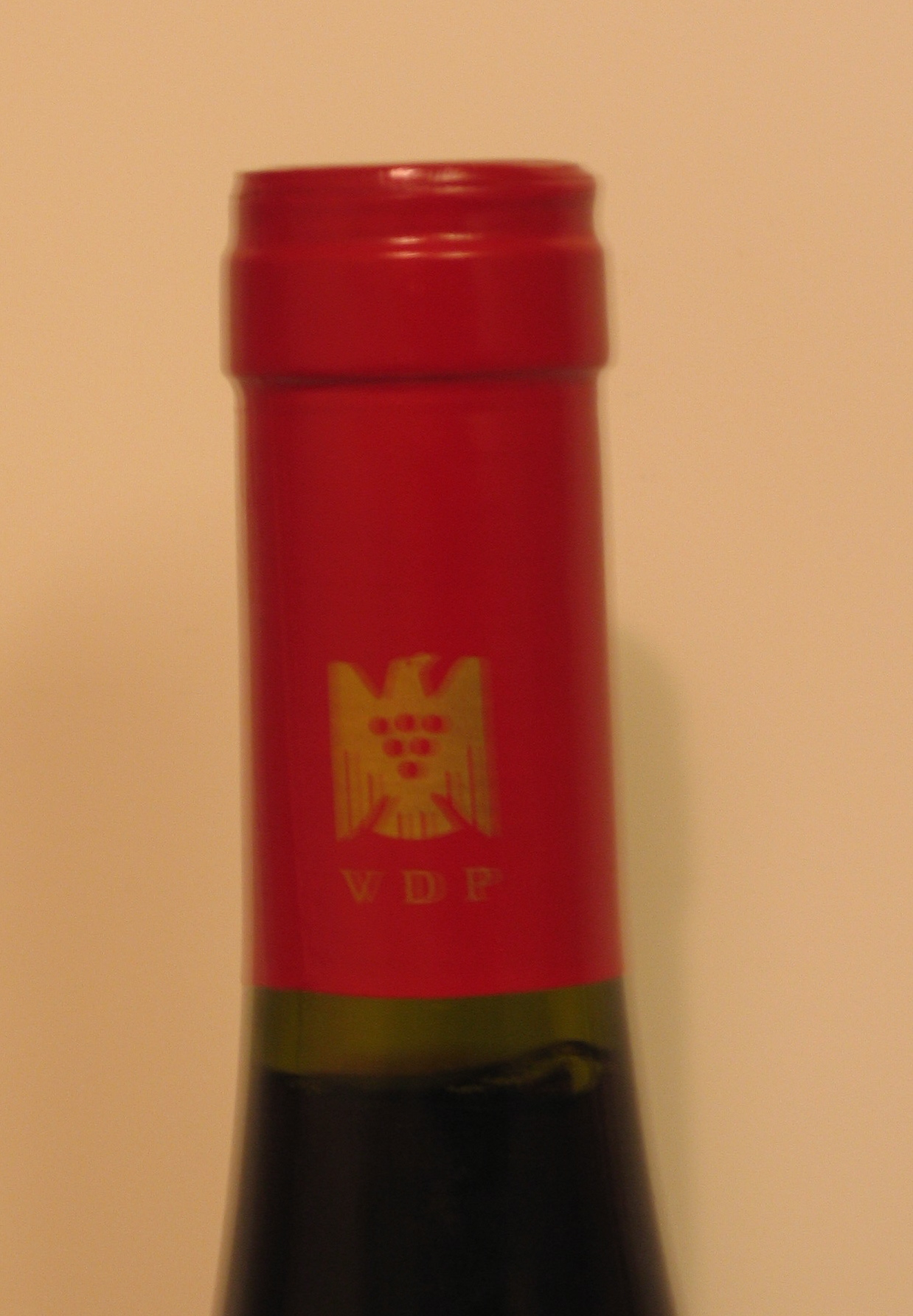
Siegel des VDP auf dem Hals einer Weinflasche

Der Traubenadler ist das Verbandssymbol.
Es zeigt einen symbolhaft dargestellten Adler mit einer Weintraube im Schnabel. Seit 2003 wird er auch als Gütesiegel auf der Flaschenkapsel dargestellt. Er kennzeichnet Weine von Verbandsmitgliedern und soll als Gütesiegel eine terroirgeprägte, handwerkliche Weinbereitung signalisieren, die beispielsweise Eichenholzchips ausschließt und die Verwendung von Zusatzstoffen beschränkt. Weine aus dem Versuchsanbau des Verbandes erhalten das Siegel nicht. Die Darstellung auf der Kapsel ist ein Piktogramm, das die Silhouette eines Adlers mit Weinbeeren im Brustbereich zeigt.

## VDP-Trophy „Herkunft Deutschland“
Die Prädikatsweingüter verleihen die VDP-Trophy „Herkunft Deutschland“ seit 2001 an herausragende Publizisten, die sich durch ihre Arbeit um den deutschen Wein verdient gemacht und dazu beigetragen haben, den deutschen Wein weltweit wieder salonfähig zu machen. Bisher wurde der Preis verliehen an:
- 2001 sechs Journalisten der Frankfurter Allgemeinen Zeitung für ihre Serie „Bericht zur Lage“: Georg Küffner, Oliver Bock, Daniel Deckers, Horst Dohm, Alfred Behr, Roswin Finkenzeller
- 2002 die Zeitschriften Der Feinschmecker und Weingourmet
- 2003 den Weinführer Gault Millau Wein-Guide Deutschland und das Magazin Alles über Wein mit den Autoren Armin Diel und Joel Payne
- 2004 das Weinmagazin Vinum und dessen damaliger Redakteur Rudolf Knoll
- 2005 den britischen Weinkritiker Stuart Pigott
- 2006 den Hamburger Weinautor Mario Scheuermann
- 2009 den britischen Autor Freddy Price
- 2012 den Autor Gerhard Eichelmann
- 2015 den Weinkritiker Marcus Hofschuster